# Lincoln Tunnel

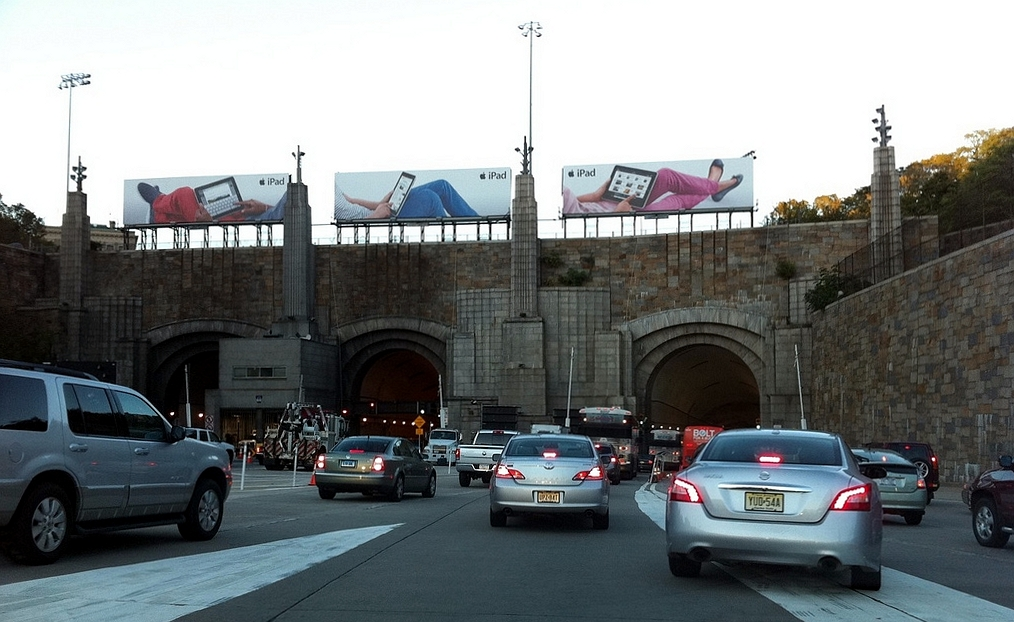
Entrada do Lincoln Tunnel.

Lincoln Tunnel é um túnel de 2,4 km sob o rio Hudson, ligando Weehawken, Nova Jersey, na margem oeste, a Midtown Manhattan, na cidade de Nova York, na margem leste. Foi projetado por Ole Singstad e nomeado em homenagem a Abraham Lincoln. O túnel consiste em três tubos veiculares de comprimentos variados, com duas faixas de tráfego em cada tubo. O tubo central contém pistas reversíveis, enquanto os tubos do norte e do sul carregam exclusivamente o tráfego no sentido oeste e leste, respectivamente.
O Lincoln Tunnel é um dos dois túneis de automóveis construídos sob o rio Hudson, sendo o outro o Holland Tunnel entre Jersey City, em Nova Jersey, e Lower Manhattan.

## História

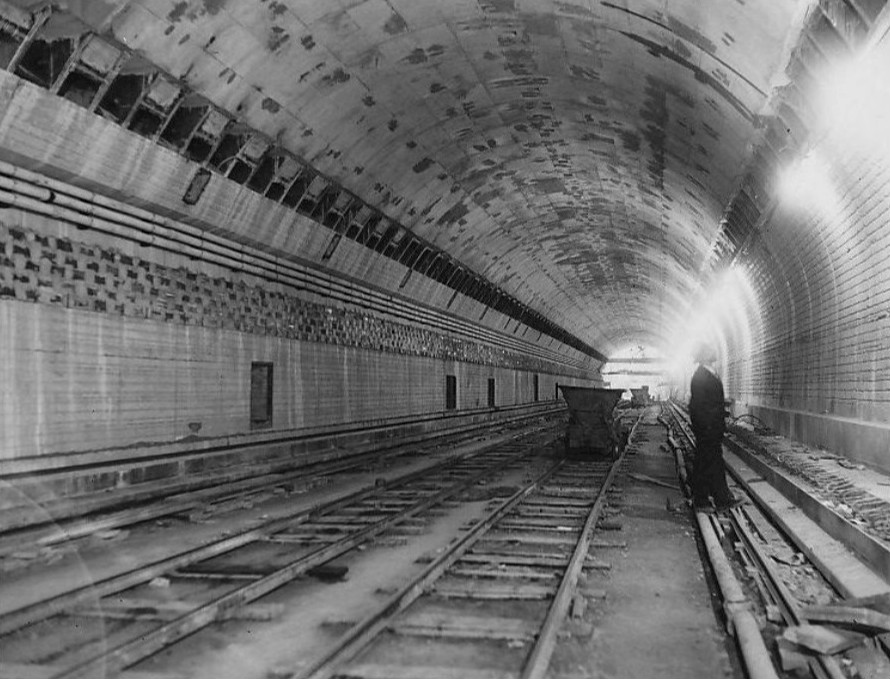
Construção do túnel em 1936.

O Lincoln Tunnel foi originalmente proposto no final dos anos 1920 e início dos anos 1930 como o Midtown Hudson Tunnel. Os tubos do Lincoln Tunnel foram construídos em etapas entre 1934 e 1957. A construção do tubo central, que originalmente carecia de financiamento suficiente devido à Grande Depressão, começou em 1934 e foi inaugurada em 1937. O tubo norte iniciou a construção em 1936, que foi atrasada devido à escassez de material relacionado à Segunda Guerra Mundial, e inaugurado em 1945. Embora os planos originais para o Lincoln Tunnel fossem dois tubos, um terceiro tubo ao sul dos túneis existentes foi planejado em 1950 devido à alta demanda de tráfego. O terceiro tubo começou a ser construído em 1954, com o atraso atribuído a disputas sobre abordagens de túneis, e foi inaugurado em 1957. Desde então, o Lincoln Tunnel passou por uma série de melhorias graduais, incluindo mudanças nos métodos de segurança e pedágio.